# Chaoniens
Les Chaoniens ou Chaones (en grec ancien Χάονες / Chaones) sont dans l'Antiquité une tribu (ethnè) grecque d'Épire. Ils sont l'une des trois principales tribus d'Épire avec les Molosses et les Thesprotes.

## Histoire
Le chant III de l’Énéide de Virgile nous apprend par Andromaque que l'Épire a échu à Hélénos, captif de Néoptolème (appelé également Pyrrhos) depuis la chute de Troie. Lorsqu'Oreste a assassiné Néoptolème, Hélénos a hérité d'une partie du royaume, qu'il a renommé d'après le nom de Chaon, compagnon de guerre qui l'a suivi chez Néoptolème. Énée et ses hommes sont arrivés en Épire par le port de Buthrote en territoire chaonien.
Les Chaoniens habitent la côte entre les montagnes Cérauniennes au nord et la rivière du Thiamis au sud, région appelée Chaonie dans les sources anciennes. La première mention historique des Chaoniens est chez Thucydide qui les décrit comme des barbares ayant adopté les coutumes grecques. Selon Strabon, les Chaoniens et les Molosses ont été les plus importants des quatorze tribus de l'Épire, car, pendant un temps, ils ont gouverné toute la région. 
Ils rejoignent la Ligue épirote vers 325/320 av. J.-C., unissant leurs territoires avec ceux du reste des Épirotes dans un État fédéral qui est devenu une puissance majeure dans la région jusqu'à ce que l'Épire soit conquise par les Romains en 170 av. J.-C.

## Relations avec les Illyriens
Aux époques classique et hellénistique, les Illyriens occupent les régions côtières ainsi que la partie nord de l'intérieur de l'Épire. Cependant, le Périple du Pseudo-Scylax fait une claire distinction entre les Chaoniens et les tribus illyriennes. Les Illyriens et les Chaoniens semblent avoir eu une relation de confrontation : Polybe narre une attaque dévastatrice en 230 av. J.-C. menée par les Illyriens contre Phœnicè, la cité principale des Chaoniens. L'incident a eu d'importantes conséquences politiques. Beaucoup de commerçants italiens qui se trouvent dans la ville à l'époque de la mise-à-sac, ont été assassinés ou emmenés comme esclaves par les Illyriens, ce qui incite les Romains à s'engager dans la première des deux guerres d'Illyrie l'année suivante.